# فرسش
فرسش (فارسش) (بالفارسية: فرسش) هي قرية تقع في إيران في البلدة المركزية. يقدر عدد سكانها بـ 1,445 نسمة .